# Fedor Rosentreter
Fedor Rosentreter (* 13. Juni 1842 in Tilsit; † 16. März 1919 in Blankenburg (Harz)) war ein preußischer Generalmajor.

## Leben
Rosentreter studierte Rechtswissenschaften in Heidelberg, Bonn und Berlin. In Heidelberg war er Mitglied des Corps Vandalia. 1863 wurde er Auskultator, schlug aber noch im gleichen Jahr die Offizierslaufbahn ein. Er kam daraufhin als Fahnenjunker in das 2. Ulanen-Regiment der Preußischen Armee in Ratibor. 1864 wurde er Sekondeleutnant, 1870/71 Ordonnanzoffizier der Brigade von Colomb, Kavallerie-Division Graf Stollberg.
Als Premierleutnant wurde er am 1. Oktober 1869 zur militärischen Central-Turnanstalt in Berlin abkommandiert, wo er bis 1. März 1879 blieb.
1879 wurde er Rittmeister im 2. Ulanen-Regiment, 1884 Adjutant der 10. Division und beim Generalkommando des V. Armee-Korps in Posen, 1886 Major im 2. Pommerschen Ulanen-Regiment Nr. 9 in Demmin, 1891 Oberstleutnant im 6. Dragoner-Regiment in Mainz und 1896 Kommandeur der 36. Kavallerie-Brigade in Danzig. 1898 wurde er zum Generalmajor ernannt.
Rosentreter galt als Eröffnungstheoretiker im Schach.  Das System 3. … g7-g5 4. d2-d4 im Königsspringergambit trägt seinen Namen.
Fedor Rosentreter starb am 16. März 1919 in Blankenburg am Harz.